# Natalia Sroka
Natalia Sroka z d. Krawulska (ur. 23 czerwca 1988 w Pile) – polska siatkarka, grająca na pozycji przyjmującej. Wychowanka klubu PTPS Piła. Od sezonu 2018/2019 występuje w drużynie Enea PTPS Piła.

## Sukcesy klubowe
Mistrzostwa Polski Kadetek:
- 2005

Mistrzostwo Polski:
- 2006

Mistrzostwo I ligi:
- 2018